# Hypsioma chapadensis
Hypsioma chapadensis är en skalbaggsart som beskrevs av Dillon 1945. Hypsioma chapadensis ingår i släktet Hypsioma och familjen långhorningar.
Artens utbredningsområde är Paraguay. Inga underarter finns listade i Catalogue of Life.